# Andrômeda XXI
Andrômeda XXI (And 21, And XXI) é uma galáxia anã esferoidal moderadamente brilhante que está localizada a cerca de 859 ± 51 kiloparsecs (2,80 ± 0,17 anos-luz) de distância do Sol na constelação de Andrômeda. É a quarta maior galáxia anã esferoidal do Grupo Local. Este grande satélite da Galáxia de Andrômeda (M31) tem um raio de meia-luz de quase 1 kpc.